# Honda Civic

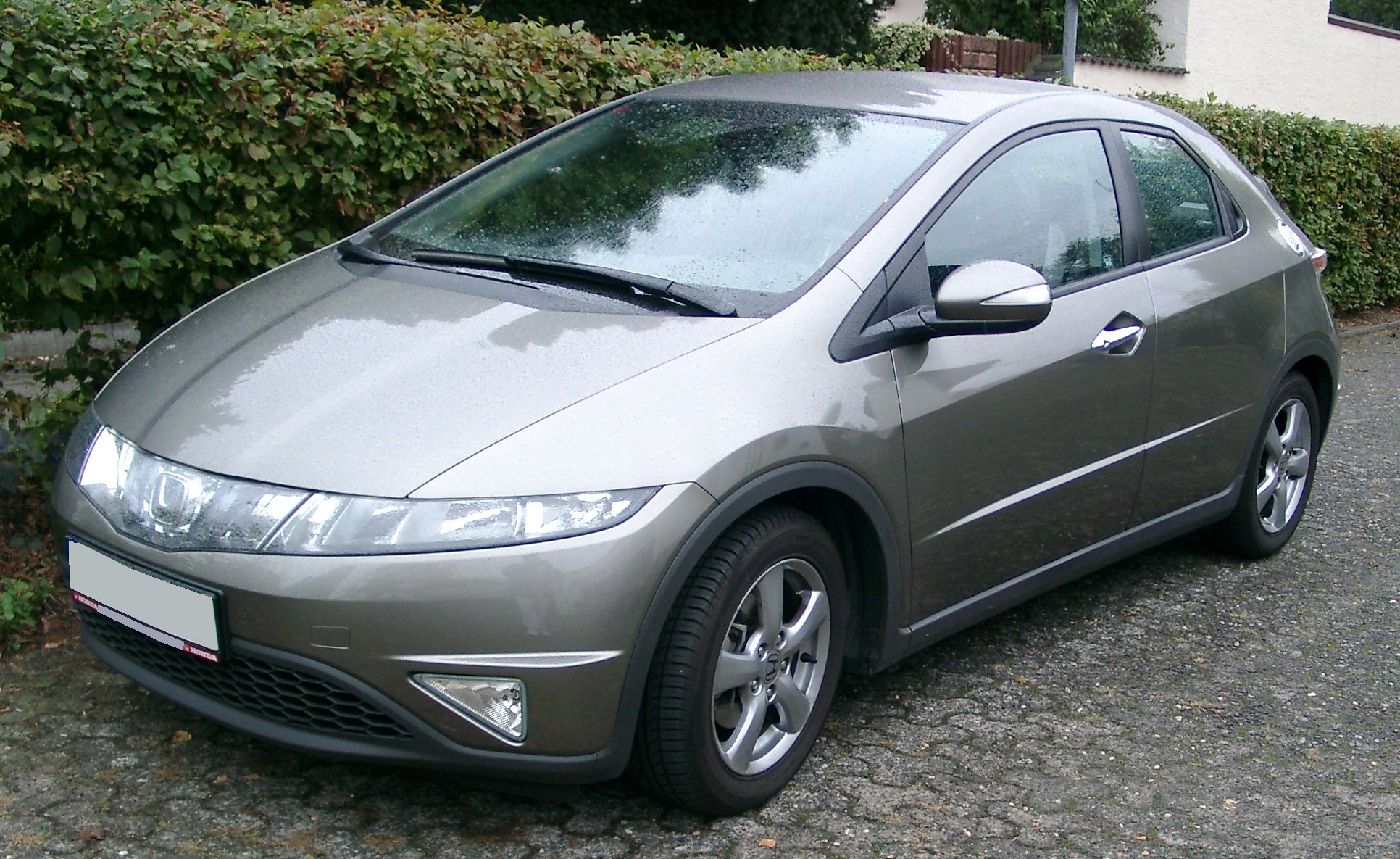
Den åttonde generationen av Honda Civic i Europa

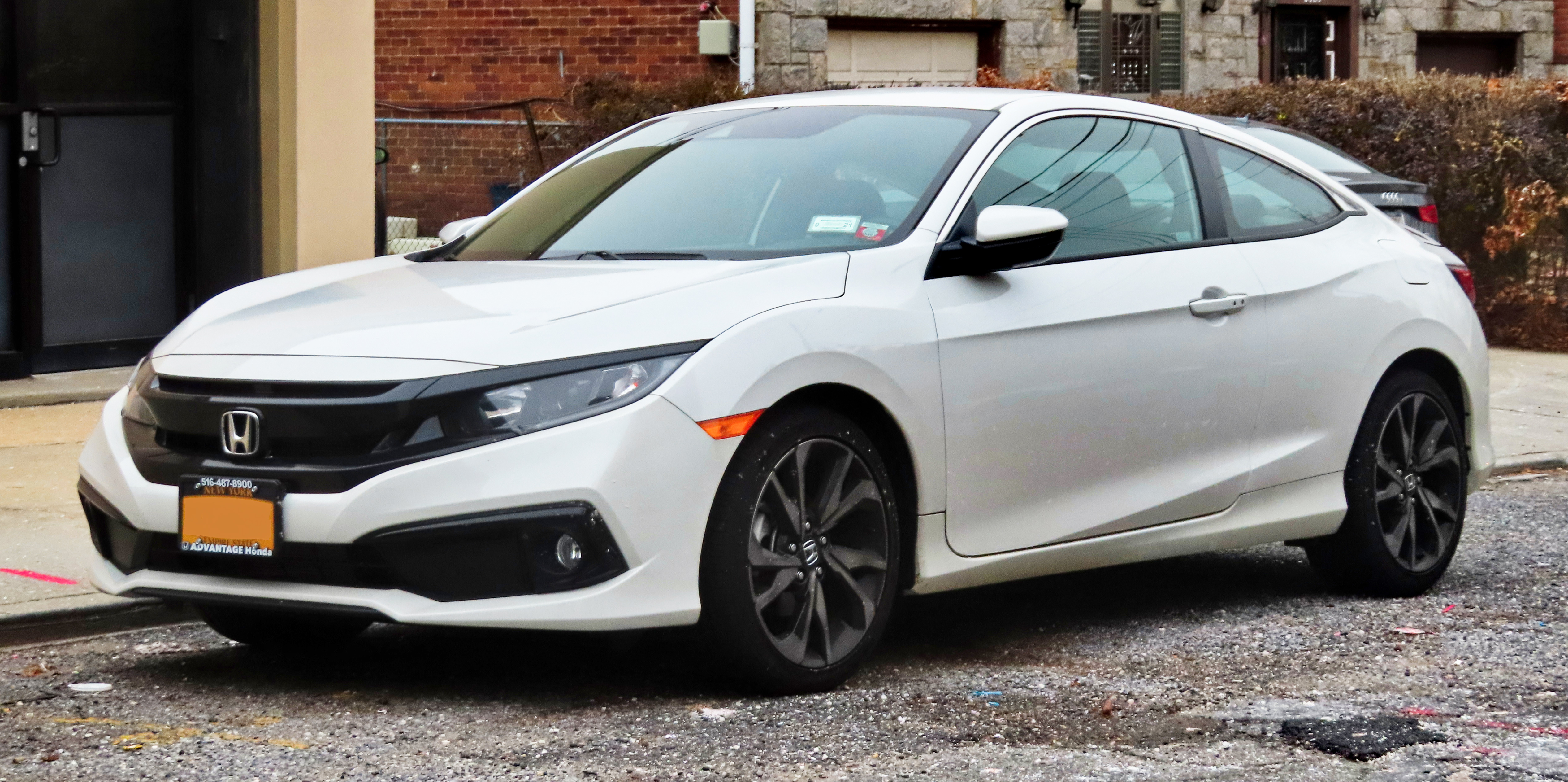
Honda Civic coupe 2019

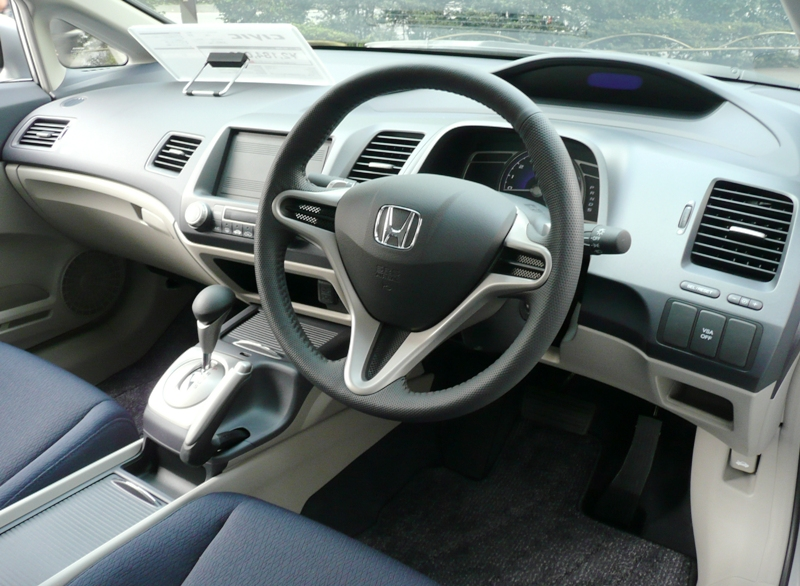
Åttonde generationens Honda Civic

Honda Civic är en bilmodell från Honda. Den första modellen tillverkades 1972. Vid denna tid var bensinpriserna höga och det en ökande efterfrågan på bilar med bränslesnåla motorer. Bilen kom ut precis innan oljekrisen 1973. Namnet Civic sammanfattar Hondas ambition att skapa en "bil för medborgare och städer". Fram till 2023 har det utvecklats 10 generationer av Honda Civic.

## Första generationen (1972-1979)
Den första modellen generationen Civic lanserades med följande slogan: "Vi tar dig dit du ska". 1975 lanserades modellen i Europa i två modeller med två respektive tre dörrar. Motorn hade slagvolymen 1169 kubikcentimeter och fyra cylindrars vattenkyld motor. Bilen försågs med en tvärställd 1,2 liters bensinmotor med fyrstegad växellåda. Modellen kunde köras på blyfri bensin, vilket var ett relativt nytt bränsle vid denna tid.  I standardutrustningen ingick skivbromsar fram, vinylstolar, stolar som gick att fälla bakåt, och en instrumentbräda med träimitation.  Bilen hade oberoende fjädring fram och bak och vägde 680 kg.

## Andra generationen (1979-1983
Den andra generationen lanserades 1979. Den var högre, bredare och längre jämfört med den tidigare generationen. Motorn hade en slagvolym på 1335 kubikcentimeter som standard och trä växellådsalternativ. Honda introducerad också en sportig s-version samt en bränsleekonomisk (FE) modell. För första gången importerades en 5-dörrars halvkombi. 

## Tredje generationen (1983-1987)
Nu kom den sportiga CRX-modellen som var mycket välkonstruerad för sin tid och den var bränsleekonomisk. Bilen hade den klassiska kantighet som karakteriserade bilarna på 1980-talet. Vissa av modellerna hade 163 hästkrafter. Honda introducerade också  fyrhjulsdrift (4WD) och en sexväxlad växellåda. Vid denna tid var det nästan uteslutande högprestandabilar som hade fyrhjulsdrift, samt terränggående fordon. Detta gjorde Honda Civic unik i sin nisch. Från börjande manövrerades fyrhjulsdriften genom att trycka på en knapp, men efter en tid utvecklades den automatiska teknologin "Real Time", dom driver de fyra hjulen endast vid behov. Detta är en teknik som används än idag. 
Den första generationen började tillverkas 1972. Det finns idag två olika modellversioner, 5-dörrars och 3-dörrars. Nuvarande modell (2006) finns tillgänglig med 1,4 liters motor, 1,8 liters motor samt en 1,3 liters hybrid (bensin/el). 
Hybridmodellen (årsmodell 06 och framåt) har den amerikanska karossen som är en 4-dörrars sedan. 3-dörrars och 5-dörrars modellen har den europeiska karossen som fick väldigt mycket uppmärksamhet i media eftersom den har ganska ovanlig design som togs direkt från konceptbilen. Att ta designen direkt från en konceptbil utan några större förändringar är ganska ovanligt inom bilvärlden.
Bilmodellen fick dessutom mycket beröm i media för sin användarvänlighet. Den är förvånansvärt rymlig och flexibel trots sina kompakta yttermått. Tack vare en lite ovanlig konstruktion av karossen med bland annat bränsletanken under passagerarstolen fram och avgassystemet monterat på högersidan av bilen har man kunnat göra bottenplattan planare baktill. Detta medför betydligt större utrymme i baksätet och bagaget. Bilen har även ett väldigt flexibelt baksäte som kan helt eller delvis fällas så det blir en plan yta från bagaget. Den riktiga finessen med baksätet är att sitsen kan fällas upp som på en biostol vilket frigör ett mycket stort lastutrymme bakom framstolarna.
För övrigt har bilen hyllats för sina säkra och pigga köregenskaper, exakta styrning (trots elservostyrning) kortslagiga och exakta växellåda och den pigga men för klassen, bränslesnåla motorn (1,8 l). Motorn finns även i 2,0 l utförande.
I tester kritiserades den dock för att vara lite för bullrig i kupén och för att vara lite för hårt satt i fjädringen. Detta är då baksidan av att bilen har en ganska så sportig inriktning av köregenskaperna.
Annars håller bilen i övrigt normal "Honda-standard" vad gäller byggkvalité och driftsäkerhet.